# Smrdljivi teloh
Smrdljivi teloh (znanstveno ime Helleborus foetidus) je avtohtona vednozelena trajnica, ki je značilna za JZ in srednjo Evropo. Spada v družino zlatičevk. 

## Lastnosti
Zraste do višine 80cm, v širino do 100cm. Ima mesnata stebla ter trdne, debele, temno zelene, svetleče liste. Rumenkasta čašasta socvetja se pojavijo zgodaj spomladi na močnih pokočnih steblilh. Občasno so robovi cvetovi vijoličasti. Vsebujejo veliko nektarja, zato privabljajo čebele. Četudi ime napeljuje na smrad, ga pri tem telohu ni vonjati, z izjemo zmečkanih listov, ki oddajajo vonj, ki pa ni nujno neprijeten.
Vsi deli rastline so strupeni, saj vsebujejo glikozide.